# Away -遠く離れて-
『Away －遠く離れて－』（アウェイ とおくはなれて、原題: Away）は、2020年に配信されたアメリカ合衆国のテレビドラマシリーズ。有人火星探査に挑む宇宙船の乗組員を描く。原作・制作はアンドリュー・ヒンデラカー、出演はヒラリー・スワンク、ジョシュ・チャールズ、ヴィヴィアン・ウーなど。2020年9月4日にNetflixオリジナル作品として全世界へ配信された。同年10月、1シーズンをもって打ち切られた。

## あらすじ
エマ・グリーンは有人火星探査の船長として多国籍チームを率いている。夫マットと娘レックスを地球に残し、3年に渡る任務に挑む。

## キャスト

### メイン
エマ・グリーン
演 - ヒラリー・スワンク
マット
演 - ジョシュ・チャールズ
ルー
演 - ヴィヴィアン・ウー
ミーシャ
演 - マーク・イヴァニール
クウェシ
演 - アトー・エッサンドー
ラム
演 - レイ・パンサキ
アレクシス・“レックス”
演 - タリタ・ベイトマン

### リカーリング
Melissa Ramirez
演 - モニーク・ガブリエラ・カーネン
Dr. Putney
演 - Michael Patrick Thornton
Jack Willmore
演 - Martin Cummins
Darlene Cole
演 - ガブリエル・ローズ
George Lane
演 - Brian Markinson
CNSA Head / Li Jun
演 - Fiona Fu
Dr. Lawrence Madigan
演 - Alessandro Juliani
Cassie
演 - Felicia Patti
ISRO Head / Meera Patel
演 - Veena Sood
ESA Head / Ted Salter
演 - Anthony F. Ingram
Isaac Rodriguez
演 - アダム・イリゴエン
Freddie
演 - Diana Bang
Ryan Masters
演 - John Murphy

## エピソード
| 通算 話数 | タイトル                                     | 監督                   | 脚本                | 公開日       |
| --------- | -------------------------------------------- | ---------------------- | ------------------- | ------------ |
| 1         | "ゴー" "Go"                                  | エドワード・ズウィック | Andrew Hinderaker   | 2020年9月4日 |
| 2         | "帰還不能" "Negative Return"                 | ジェフリー・ライナー   | Jessica Goldberg    | 2020年9月4日 |
| 3         | "天の半分" "Half the Sky"                    | ジェフリー・ライナー   | Andrew Hinderaker   | 2020年9月4日 |
| 4         | "立派な宇宙船" "Excellent Chariots"          | ブロンウェン・ヒューズ | Ellen Fairey        | 2020年9月4日 |
| 5         | "宇宙の犬たち" "Space Dogs"                  | ブロンウェン・ヒューズ | Jason Katims        | 2020年9月4日 |
| 6         | "少しの信仰" "A Little Faith"                | David Boyd             | Janine Nabers       | 2020年9月4日 |
| 7         | "おやすみなさい かせいさん" "Goodnight Mars" | David Boyd             | Aditi Brennan Kapil | 2020年9月4日 |
| 8         | "希望の兆候" "Vital Signs"                   | Charlotte Brändström   | Chris Jones         | 2020年9月4日 |
| 9         | "スペクトル" "Spektr"                        | Charlotte Brändström   | Jessica Goldberg    | 2020年9月4日 |
| 10        | "いるべき場所" "Home"                        | Jet Wilkinson          | Andrew Hinderaker   | 2020年9月4日 |

## 製作
2018年6月10日、Netflixは本作の製作を発表した。本作の撮影は2019年8月26日から始まり、2020年2月5日にカナダのノースバンクーバーで終了した。

## 評価

### 批評
本作は批評集積サイトのRotten Tomatoesに39件のレビューがあり、批評家支持率は69%、平均点は10点満点で6.73点となっている。また、Metacriticには25件のレビューがあり、加重平均値は59/100となっている。